# Буценко, Константин Леонидович
Константин Леонидович Буценко (род. 10 марта 1969, Харьков) — советский и украинский хоккеист, нападающий. Главный тренер ХК «Белый Барс» (Белая Церковь, Украина). Мастер спорта Украины международного класса.

## Биография
Константин Леонидович Буценко родился 10 марта 1969 года в городе Харькове Харьковской области Украинской ССР, ныне Украина.
Учился в Харьковском спортинтернате у Леонида Гладченко, играл в команде с Игорем Малыхиным и Олегом Шаргородским. Воспитанник харьковского хоккея (СДЮШОР Динамо и «Дружба-78»).
В сезоне 1987/88 дебютировал в первой советский лиге в составе «Динамо» Харьков, два следующих сезона отыграл в высшей лиге, затем два сезона — в первой. С сезона 1992/93 выступал за киевский «Сокол» в МХЛ. В начале сезона 1994/95 перешёл в омский «Авангард». Перед сезоном 1997/98 перешёл в «Нефтехимик» Нижнекамск. В конце 1998 года контракт был разорван — уровень игры Буценко не устроил тренеров команды. Остаток сезона отыграл в «Соколе» в ВЕХЛ. Сезон 1999/2000 провёл в московском «Спартаке» из высшей лиги. Следующий сезон начал в «Соколе». В январе 2001 перешёл в петербургский СКА, за который провёл два матча в феврале. Играл за «Сокол» (2001/02), «Мостовик» Курган (2001/02), румынский клуб «Чиксереда» (2002/03), «Мотор» Барнаул (2003/04), «Динамо» Минск (2004/05), украинские клубы «Днепровские волки» (2005), «Беркут» Бровары (2005/06 — 2006/07), «Белый Барс» Бровары (2007/08 — 2008/09).
С сезона 2007/08 — главный тренер ХК «Белый Барс», с 2012 года в городе Белая Церковь Киевской области Украины. В 2006—2009 годах работал ассистентом в сборной Украины (до 18 лет).
Игрок сборной Украины, привлекался в молодёжную сборную СССР (1969 года рождения).

## Награды и звания
- Мастер спорта Украины международного класса[5].

## Семья
Жена Людмила, окончила физико-математический факультет пединститута.
Сын Никита (род. 20 января 1990) также хоккеист, играл три сезона с отцом в «Беркуте» и «Белом Барсе».